# August Wilhelm Ebert
August Wilhelm Ebert (* 5. Dezember 1815 in Mansbach im Landkreis Hersfeld-Rotenburg; † 17. Februar 1888 in Fulda) war ein deutscher evangelischer Geistlicher, Konsistorialrat und Superintendent im Kirchenkreis Kassel.

## Leben
Nach dem Abitur absolvierte August Wilhelm Ebert ein Studium der evangelischen Theologie an der Philipps-Universität Marburg und war anschließend, bevor er 1845 Pfarrer in der Hugenottengemeinde Louisendorf wurde, als Hauslehrer und Leiter einer kleinen Privatschule tätig.
Die Pfarrgemeinde gehörte zum Kirchenkreis Frankenberg und wurde bis 1849 von ihm betreut, als er zum Pfarrer in Kassel-Unterneustadt ernannt wurde.
In dieser Funktion wurde er 1883 zum Konsistorialrat und 1887 zum Superintendenten ernannt.
Ebert leitete das reformierte Waisenhaus in Kassel, war Herausgeber der Theologischen Blätter und gehörte zu den Gründungsmitgliedern des Gustav-Adolf-Vereins, aus dem sich das Gustav-Adolf-Werk entwickelte.
Seinem Einsatz ist es zu verdanken, dass die Arbeit des Vereins, nachdem sie in Kurhessen fast fünf Jahre „geruht“ hatte, wieder aktiviert wurde. 1863 wurde Ebert zum Vorsitzenden des Vereins gewählt. Ihm wurde die Ehrendoktorwürde zuerkannt.
Er war Mitglied des Vereins für Hessische Geschichte und Landeskunde.